# シャルル・ド・ラベドワイエール

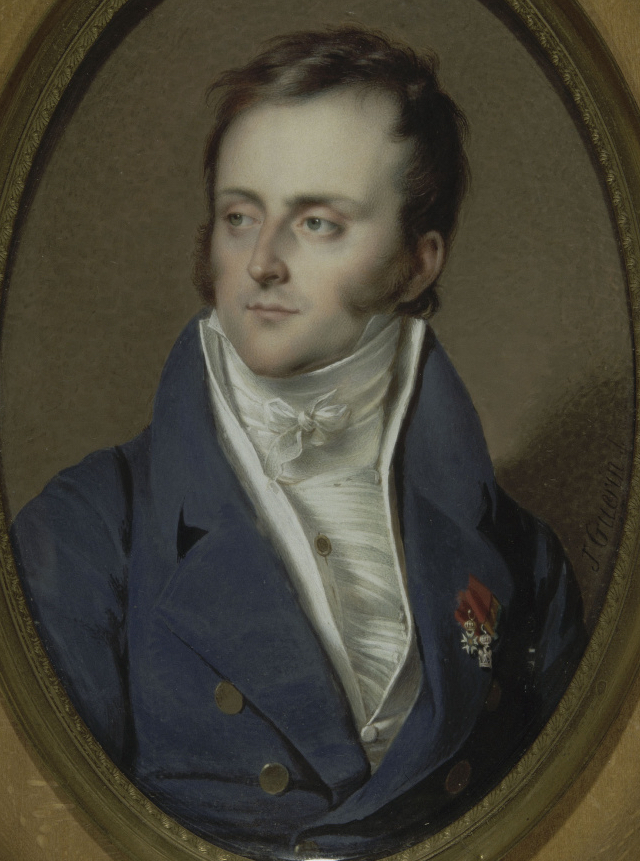
ジャン＝ユルバン・ゲランによる肖像画

シャルル・ド・ラ・ベドワイエール（Charles Angélique François Huchet de La Bédoyère, 1786年4月17日 - 1815年8月19日）はフランス第一帝政期の軍人。
1786年、パリで治安判事の家族に生まれた。軍人としてはランヌ元帥の下で戦い、ナポレオン1世の養子ウジェーヌ・ド・ボアルネの副官も務めた。半島戦争、1812年ロシア戦役、1813年ドイツ戦役及び1814年フランス戦役を戦う。ルイ18世治世下では第7歩兵連隊長を務める。1815年、エルバ島を脱出したナポレオン1世を、最初に連隊を率いて迎えた指揮官である。6月18日のワーテルローの戦いにもナポレオンの副官として参加。
ワーテルロー敗戦後の王党派による白色テロ期に、アメリカへ亡命するためのパスポートを手に入れたが、妻と幼子に別れを告げるためにパリに居た8月2日に逮捕され、軍法会議で審理される。反逆罪で死刑とされた。8月19日にグルネル平原で銃殺された。最期まで端然たる態度であったと伝わる。
ナポレオン言行録の遺書によると、10万フランを遺児に支払うとされていた。